# 니코바르비둘기
니코바르비둘기(Nicobar pigeon)는 비둘기과 청비둘기속에 속하는 새이다. 이 비둘기는 니코바르 섬과 솔로몬 제도에 서식하며, 몸길이는 약 42 cm, 몸색깔은 녹색, 푸른 청회색이다. 먹이는 과일 껍질이나 작은 곤충이며, 지금은 멸종한 도도새와 가장 가까운 친척 관계라고 알려져 있다. 또한 여행비둘기와 매우 비슷하다. 현재 멸종 위기에 처해있으며 용도로는 사냥, 전서구 등에 많이 사용된다.